# Huset Meinhard
Huset Meinhard är en tysk ätt med säte i grevskapet Görz och grevskapet Tyrolen. Husets stamfader är Meinhard I (+1142), fogde av Aquileia, vars härkomst är oklar. Hans äldre bror Engelbert var pfalzgreve av Bayern vilket visar att Meinhard och hans bror tillhörde den bayerska högadeln.
Under Meinhard I och hans efterkommande bildades grevskapet Görz som maktbas för huset Meinhard. 1253 ärvde Meinhard III grevskapet Tyrolen efter sin svärfar. Efter hans död bildades två grenar genom arvdelning:
- Meinhard IV (1238–1295) ärvde Tyrolen. Han blev senare även hertig av Kärnten. Hans söner var grevar av Tirol, hertigar av Kärnten och även kung av Böhmen (Henrik VI), men med den sistnämndes dotter Margareta av Tirol utslocknade släkten
- Albert I ärvde Görz som var i släktens ägo fram till 1500 när den sista medlemmen av ätten dog.